# Philippe Krauss
Philippe Krauss est un homme politique français né le 14 janvier 1861 à Lyon (Rhône) et mort le 2 octobre 1904 à Bron.

## Biographie
Commis, puis employé dans une fabrique de chocolats, Philippe Krauss devient ensuite représentant de commerce dans le secteur des raffineries de pétrole. Il est un membre actif du Parti ouvrier français. Militant républicain depuis 1886, il est conseiller municipal de Lyon en 1896 et député du Rhône de 1898 à 1904, inscrit au groupe des socialistes parlementaires. En 1900, il est exclu du POF, en raison de son approbation à la participation ministérielle d'Alexandre Millerand. Il rallie ensuite le Parti socialiste français de Jean Jaurès.

## Source
- « Philippe Krauss », dans le Dictionnaire des parlementaires français (1889-1940), sous la direction de Jean Jolly, PUF, 1960 [détail de l’édition]